# Régions polaires

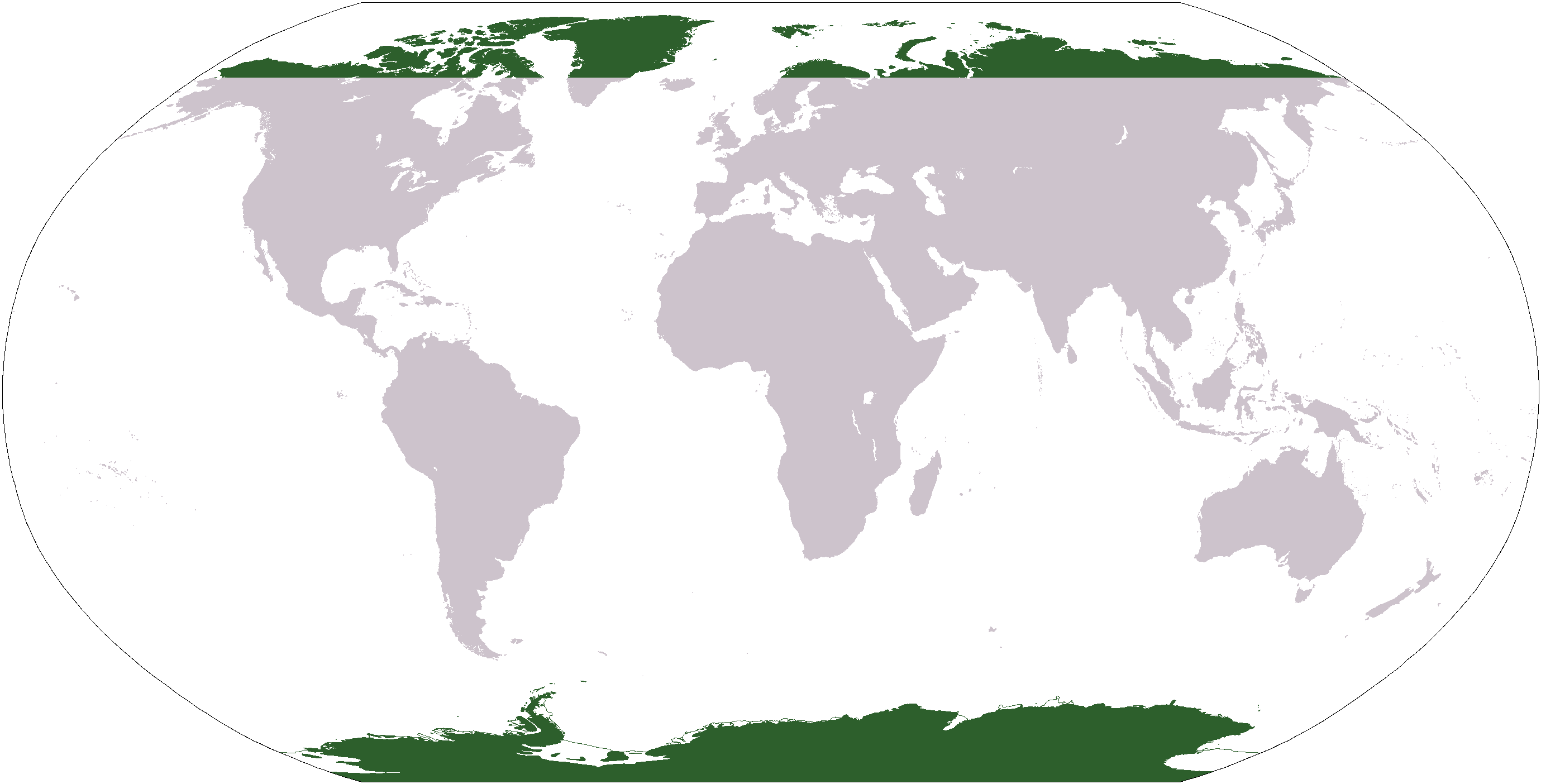
Localisation en vert des régions dites polaires

Les régions polaires de la Terre sont les zones du globe entourant les pôles et au-delà des deux cercles polaires que sont le cercle Arctique dans l'hémisphère nord et le cercle Antarctique dans l'hémisphère sud. Ces régions étant centrées sur le pôle Nord et le pôle Sud, elles sont recouvertes par les calottes glaciaires, situées respectivement sur l'océan Arctique et le continent Antarctique.

## Climat
En général dans cette zone, la température ne dépasse pas les 10 degrés Celsius en été, c'est-à-dire que la zone polaire se trouve incluse dans la zone sous la barre isotherme des 10 °C durant l'été.
En hiver, la température peut atteindre des records de froid, en particulier en Antarctique. Depuis 1983, cette région détient le record mondial de la température naturelle la plus basse enregistrée. En effet, le 21 juillet 1983, la base scientifique de Vostok enregistre une température de -89,2°C. Plus récemment, le 10 août 2010, un satellite de la NASA et de l'USGS (U.S. Geological Survey) a enregistré la température de -93,2°C sur le plateau Est de l'Antarctique entre le Dôme Fuji et le Dôme Argus.
En Arctique, les températures d'hiver sont légèrement plus élevées. La température la plus basse enregistrée à ce jour dans le cercle polaire arctique est de -71,2°C. Cette température a été mesurée en 1926 dans le village de Oymyakon, qui se situe au Nord-Est de la Russie, en Sibérie orientale,. Ce record n'a pas encore été battu mais à ce jour, les températures hivernales de l'Arctique varient entre -60°C et -70°C.

## Zone arctique

### Faune et flore
La flore de cette région du monde n'est pas très abondante du fait des températures glaciales qui sévissent en hiver. On trouve dans le nord des continents qui bordent le cercle polaire arctique ce qu'on appelle la taïga et la toundra.
La taïga, ou forêt boréale, est composée en majorité de conifères (sapins, pins, épicéas...) et de quelques feuillus (bouleaux, aulnes...). Elle est souvent entrecoupée de tourbière. On y rencontre divers animaux tels que le lynx, l'élan, le renne, le loup, le lièvre (dont le pelage passe du brun au blanc quand l'hiver arrive, et inversement), la marte, le castor et plusieurs types d'oiseaux migrateurs qui y passent l'été. La taïga recouvre de nombreux territoires tels que la Sibérie orientale, le Nord de la Russie et la Scandinavie. On trouve l'équivalent de la taïga sur le continent Nord Américain, mais on parle alors de forêt hudsonienne.
Plus au nord de la taïga et plus proche du pôle se trouve la toundra. C'est une sorte de végétation typique des régions froides composée de plantes herbacées basses comme certaines graminées, mais aussi des mousses, des lichens et des arbres nains. Parmi ces arbres, on peut croiser le bouleau ou le saule arctique. Ce dernier ne dépasse pas les 20 cm de hauteur mais permet tout de même de nourrir le lièvre arctique, le caribou et le bœuf musqué. Un certain nombre d'espèces animales vivent en Arctique. Parmi eux, divers oiseaux : la sterne arctique, l'oie blanche ou le petit pingouin. On trouve également des animaux terrestres et/ou marins : le loup arctique, l'ours blanc, le lièvre arctique et le bœuf musqué évoqués plus tôt, la baleine boréale, le béluga, le morse, le phoque du Groenland, le phoque annelé... Nombreux sont les habitants de l'Arctique qui migrent vers des régions moins froides quand l'hiver s'installe. Ceux qui restent sont peu nombreux, comme le renard arctique, l'ours blanc ou le phoque annelé.

### Délimitation de la zone
Définir les contours et limites de l'Arctique n'est pas une tâche aisée. D'un point de vue géographique, l'Arctique est la zone qui se situe au-dessus du cercle polaire de l'hémisphère Nord, soit au-dessus de 66 degrés et 33 minutes de latitude nord. Cela induit que huit pays ont une partie de leurs territoires en Arctique : la Russie, la Finlande, la Suède, la Norvège, l'Islande, le Groenland (Danemark), le Canada et les États-Unis.
L'Arctique peut aussi être définie d'un point de vue météorologique, ou écologique. Comme évoqué précédemment, on peut définir cette zone comme celle se situant au-dessus de la ligne isotherme de 10°C en été. Au delà de cette limite, les arbres ne peuvent plus pousser.
D'un point de vue politique, il faut savoir que l'Arctique n'est pas reconnue par l'ONU. Cette région est souvent définie par les huit pays cités précédemment (Russie, Finlande, Suède, Norvège, Islande, Danemark, Canada et États-Unis) sans qu'aucun d'eux ne puisse prétendre aux pleins pouvoirs sur la zone. Ainsi, une grande partie de l'Arctique est dépendante politiquement de ces pays. Avec le réchauffement climatique, la région est en train de devenir un lieu de passage, si bien que ses frontières sont de plus en plus remises en question par les états et gouvernements.
L'Arctique présente par ailleurs une grande diversité de cultures, d'écosystèmes et de climats qui s'explique par le fait qu'elle s'étende sur plusieurs continents. On peut comparer par exemple l'Arctique américain et l'Arctique russe dont les températures sont très différentes au cœur de l'hiver : la ville d'Iqaluit (Nunavut, Canada) connaît des températures autour de -30°C, tandis que la ville de Mourmansk (Russie) avoisine les -10°C. La température hivernale de Mourmansk est en effet sous l'influence du Gulf Stream qui remonte du golfe du Mexique et lui offre ainsi un climat plus clément que celui du continent Nord américain.
Si les limites de la région arctique sont différentes selon la définition qu'on en donne, les limites de l'Océan Arctique sont quant à elles bien délimitées: 13 millions de km² et plus de 4000m de profondeur à certains endroits.

## Zone antarctique
La flore de l'Antarctique est très peu développée. Sa faune vit essentiellement du milieu maritime (par exemple : le manchot empereur).

## Effet du réchauffement climatique sur les régions polaires

### En Arctique
Les changements climatiques auxquels nous faisons actuellement face ont plus d'impact sur les régions polaires que sur les autres régions du monde.
En effet, au delà de 60° de latitude, la température augmente deux à trois fois plus vite que dans le reste du monde. On a d'ailleurs relevé un écart de 2°C entre les années 1900 et les années 1990 en Arctique. Depuis trente ans, on observe un recul de la banquise de plus en plus important en été, accompagnée d'une fonte qui commence de plus en plus tôt au printemps. Ce phénomène s'est accéléré depuis 2000. En trente ans, on peut constater une perte de 50% de la superficie de l'Antarctique et une perte de 75% de son volume. Les experts du GIEC s'accordent pour dire que la banquise estivale aura disparu avant la fin du siècle. En 2007, ils annonçaient cette disparition d'ici 2080. En 2018, ils l'avançaient à 2040.
L'Arctique subit un cercle vicieux avec le réchauffement climatique[style à revoir]. En effet, celui-ci provoque la fonte de la banquise arctique, ce qui entraîne une réduction de l'albédo au niveau du pôle Nord (qui est de 80% pour la glace contre 10% pour l'eau). L'indice albédo des pôles étant moins fort, les rayonnements solaires sont moins réfléchis, ce qui a pour conséquence le réchauffement de l'air. Et le cycle continue.